# Brugse kletskoppen
Brugse kletskoppen (in het Frans dentelles de Bruges genaamd) gelden als specialiteit uit Brugge. Het zijn flinterdunne koekjes die nog steeds op ambachtelijke wijze worden gemaakt volgens het recept van Stefanie Vervarcke, die de apotheekbakkerij, vandaag de zaak Oud Huis Deman, oprichtte in 1880.
De ingrediënten zijn boter, bloem, amandelen en kandijsuiker. Met behulp van een spuitzak wordt het beslag in toefjes op de bakplaat gespoten. Als de koekjes uit de oven komen, blinken ze als het ware als opgepoetste kletskoppen.